# Digital Audio Broadcasting

Länder med reguljära utsändningar
Länder med testsändningar
Länder med intresse
Länder som upphört med DAB

Digital Audio Broadcasting, DAB, är en form av digitalradio, som använder MPEG1 Audio Layer 2- eller AAC+-formatet.  Det finns idag även tre andra världsstandarder för marksänd digital radio godkända av Internationella teleunionen (ITU): amerikanska HD-Radio (IBOC), japanska ISDB-T och europeiska DRM/DRM+.
DAB-sändningar sker i block, eller ensembler, vilka motsvarar en frekvens. I varje block finns ett antal kanaler, i Sverige vanligen åtta. Då sker sändningen med bithastigheten 192 kbit/s. Med fler kanaler i samma block minskar bithastigheten per kanal och därmed kvaliteten.
Sändningen innehåller programinformation som kan visas i mottagarens display, till exempel sändarnamn, block, kanalnamn och vilket musikstycke som spelas. Dessutom är kanalerna märkta med programtyp (exempelvis nyheter, jazz, barn), så att lyssnaren kan söka efter sändningar av en viss typ.
Sändningen kan också innehålla olika typer av meddelanden till lyssnaren. Även meddelandena är märkta, så DAB-mottagaren kan ställas in för att bara ta emot meddelanden av en viss typ och på ett visst språk. Till exempel kan en lyssnare i sin bostad välja bort trafikmeddelanden och lyssna på musik.
Digitalradiosändningar är mer effektiva än analoga sändningar. De större DAB-sändarna har effekten 2,0–3,8 kW, att jämföra med motsvarande analoga FM-sändares 60 kW, och då sänder de i regel fler kanaler. Närbelägna sändare hjälper dessutom varandra, eftersom alla sändare har samma frekvens, medan FM-sändare måste använda olika frekvenser.

## DAB i Sverige
Digitalradio har sänts i Sverige sedan 1995. Sedan år 2002 har dock endast Sveriges Radio DAB-sändningar i Sverige. Utsändningarna täcker en liten del av landet, i områdena runt Luleå, Uppsala, Stockholm, Göteborg och Malmö.  Sändningarna sker i block 12B (225,648 MHz).  SR sänder per 2013-07-04 ut 7 kanaler i digitalradion:
- SR Klassiskt[3]
- SR P3 Star[3]
- SR Minnen[3]
- SR Världen[3]
- SR Knattekanalen[3]
- P7 Sisuradio (finska, meänkieli och finlandssvenska)[3]
- P4 Riks (när P7 inte sänds)[3]
- Utbildningsradion (11.00–12.00, 23.00–24.00 UR Elva stället för SR Minnen)[4]

Tekniskt så används "mode I" vilket innebär 1152 kbit/s (FFT 2k) per multiplex och det har beslutats att varje kanal disponerar 224 kbit/s av dessa.  Ljudkompression som används är MPEG Audio Layer II.  Frekvenserna som är avsatta för ändamålet är 197–240 MHz, varav 223–240 MHz används 2004 med möjlighet till expansion på 1452–1492 MHz L-bandet varav 1467,5–1492 MHz kan komma att användas för satellitsänd DAB.  Medianfältstyrkan
är angett till 58 dBµV/m.
Teracom rekommenderar för överlämnande till sitt sändarnät ljudformatet 48–112 kbit/s MPEG-4 AAC+
(DAB+) inklusive PAD, per programkanal. Ljudnivån bör vara normaliserad enligt EBU Rek. 128. Rekommenderat utrymme för PAD, bildspel (SLS) och textslinga (DLS), cirka 1-8 kbit/s. Gemensam Elektronisk Programguide (EPG) cirka 4-32 kbit/s.  Överlämnandets fysiska gränssnitt kan ske med AES/EBU signal, i XML via FTP eller RSS. Max 34 regioner kan hanteras för lokaliserad reklam mm.

### Historik
SR startade på försök DAB-sändningar den 27 september 1995. SR använde block 12B för rikssändningar och block 12A, 12C och 12D för regionala sändningar. Det betydde att man till exempel från sändaren i Göteborg kunde välja mellan att ta in P4 Riks, SR Göteborg och SR Väst, medan FM-kanalerna delar på samma frekvens så att bara en i taget (P4 Riks eller SR Göteborg) kan sända.
Kanalplanen för 12B kunde se ut se här:
- P1
- P2 Musik
- P3
- P4 Riks
- P6 SR International
- P7 Sisuradio (finska, meänkieli och finlandssvenska)

SR har också en kanal för dataöverföring, SR Plus.
Från och med år 2002 reducerades SR:s budget för DAB-sändningar, vilket gjorde att DAB-sändningarna upphörde från alla sändare utom i fyra områden: Stockholm, Göteborg, Malmö och Luleå. Detta betyder att DAB förlorade en av sina stora fördelar framför FM, nämligen att mottagaren vid mobil användning inte behöver söka upp en ny frekvens när den flyttar sig mellan olika sändares områden. Samtidigt upphörde alla regionala sändningar. Sedan dess ligger större delen av DAB-nätet i malpåse.
Den 28 oktober 2010 meddelande dåvarande kulturminister Lena Adelsohn Liljeroth (M) via ett pressmeddelande att regeringen ger sändningsutrymme till upp till 30 kommersiella kanaler i digitalradion.  Regeringen ger samtidigt ett uppdrag till Myndigheten för Radio och TV (dåvarande Radio- och TV-verket) att 2011 utlysa tillstånd för kommersiell digital ljudradio.  I maj 2012 meddelar Allianspartierna att utbyggnaden av digitalradion skall ske på marknadens villkor och att några planer på att stänga FM-nätet inte är aktuella.
Den 11 september 2012 lämnar Public Service Kommittén sitt betänkande till Kulturdepartementet (Nya villkor för public service, SOU 2012:59). Betänkadet inrymmer Digitalradio i kapitel 11. Regeringen slår bl.a. fast att "Radiodistribution via marknät har sådana fördelar framför andra distributionsformer att marknätet för lång tid framöver kommer att vara en central distributionsform för radio". Samt att "De fördelar som en digitalisering av marknätet ger motiverar en övergång från FM till digitalradio.". Centralt i förslaget är ett förslag att SR ska göra en utbyggnad av digitalradio med "villkor om 95 procents befolkningstäckning vid tillståndsperiodens slut men med en uppbyggnadsfas med lägre täckning de första åren."[källa behövs]
Den 1 oktober 2012 gick tiden ut för att ansöka om tillstånd att sända digital kommersiell radio. Myndigheten för radio och TV fick in sammanlagt 26 ansökningar från 7 bolag.  De ansökande bolagen var DB Media AB (2), Kanal 75 AB (1), Kilohertz AB (11), Norrköpings Radio & Co AB (1, RBS Broadcasting AB (2), SBS Radio AB (8) och Skärgårdsradion AB (1).[källa behövs]
Den 25 juli 2013 utser regeringen docent Nina Wormbs som branschsamordnare med uppdrag att föreslå hur en övergång från FM-sändningar till marksänd digitalradio ska ske. Samordnaren ska utgå från att FM-sändningarna släcks 2022 och att de digitala sändningarna ska nå hela landet och uppfylla högt ställda beredskapskrav. Att satsa på en markbunden teknik är "en viktig fråga för att säkerställa att radiosändningar även når utanför storstadsområden och fungerar väl i beredskapslägen", enligt regeringens PM. Samordnaren redovisade utredningen "Digitalradiosamordningen" SOU 2014:77 den 1 december 2014.
Den 2 oktober 2014 meddelade Myndigheten för radio och TV tillstånd för att sända digital kommersiell radio. Myndigheten hade fått in giltiga ansökningar 21 nationella och fyra regionala kanaler och eftersom det fanns mer ledigt utrymme än sökande fick alla tillstånd. Dessa gäller fram till 30 september 2022. 
Den 1 december 2014 överlämnade regeringens branschsamordnare Nina Wormbs en plan för digitalisering av svensk radio till Kultur- och demokratiminister Alice Bah Kuhnke. Digitalradiosamordningen har haft i uppdrag att utarbeta ett förslag till plan för övergång från FM-sändningar till marksänd digitalradio. Planen har arbetats fram i samarbete med radiobranschen och beskriver ett antal steg för att gå från radio på FM-nätet till digital marksänd radio med standarden DAB+. En utgångspunkt för arbetet är att FM-sändningarna ska upphöra 2022 och att de digitala sändningarna ska nå hela landet och uppfylla högt ställda beredskapskrav.
Den 23 mars 2015 löpte remisstiden ut för att lämna synpunkter på branschsamordnarens utredning. Bland de mest kritiska till utredningens förslag var bland annat Ericsson, Försvarsmakten, Göteborgs universitet och Ingenjörsvetenskapsakademin. Post och telestyrelsen som bland annat beslutar om frekvenstilldelning tyckte att utredningen saknade en egentlig konsumentanalys och redogjorde även att de tilltänkta frekvenserna i 200 MHz-bandet för DAB var mer intressanta för annat användningsområde än marksänd digitalradio. Alla remissvar finns att ta del av på Kulturdepartementets hemsida.
Riksrevisionen var 2015 mycket kritisk till att övergå till digitalradio. Riksrevisor Margareta Åberg kommenterade att DAB+ hade betydande risker, var ekonomiskt vanskligt och dåligt för lyssnarna. I juni meddelade regeringen att man inte avser gå vidare med DAB-frågan.
I januari 2022 pratade Sveriges Radios vd sedan 2012, Cilla Benkö, på konferensen Folk och försvar om det analoga marknätet som en säkerhet med hänvisning till att det inte skulle gå att hacka.:6h50m11s

## DAB i Finland
Finland startade sina digitala sändningar under 1999 genom public serviceföretaget YLE. Det nationella nätet hade 2002 en befolkningstäckning om cirka 40 procent, dvs. cirka 2 miljoner invånare, medan den regionala multiplexen hade en befolkningstäckning om cirka 1,2 miljoner invånare. I november 2003 fick företaget Digita tillstånd som nätverksoperatör för både den nationella och den regionala multiplexen. YLE tilldelades 4/6 av kapaciteten i båda multiplexerna. Telemast Nordic Oy fick tillstånd som nätverksoperatör för ett lokalt nätverk i Helsingfors med omnejd. Hittills har det endast varit Yle Radio som sänt i DAB. Inga tillstånd har givits ut till kommersiella radiostationer. Under våren 2005 tog därför YLE beslut att tills vidare avbryta DAB-sändningarna, till dess att det fanns kommersiellt underlag att starta på nytt.

## DAB i Danmark
Danmarks Radio sänder idag (hösten 2006) 16 stycken DAB-kanaler och den kommersiella radiostationen Radio 100 FM sänder sina FM-program även via DAB. 
Sedan år 2002 har Danmark haft ett nationellt och två regionala sändarnät för distribution av DAB. Det nationella nätet har sedan mitten av 2004 en täckning om 80 procent utomhus och 70 procent inomhus. De två regionala näten omfattar Jylland respektive Fyn, Själland och omkringliggande öar inklusive Bornholm. Sändarnäten kommer under 2006–2007 att få en täckningsgrad om närmare 100 procent. Omkring 200 000 mottagare har sålts i Danmark, varav mer än hälften, 140 000 mottagare, såldes under 2005. DAB-radion har ungefär 450 000 lyssnare och lyssnarandelen förväntas stiga till 1 miljon vid årets slut.[källa behövs]
Det kommersiella målet är att sälja ytterligare 200 000 mottagare under år 2006. I början av juni 2006 slöt Danmarks regering, med stöd av ett flertal partier, ett medieavtal som bl.a. innebär att den digitala radion via DAB ska byggas ut ytterligare. 3–4 landstäckande sändningsmöjligheter ska bjudas ut på auktion snarast möjligt med syfte att programverksamheten ska starta den 1 januari 2007.
Under 2013 slöt Danmarks regering, med stöd av ett flertal partier, ett medieavtal som bl.a. innebär att den digitala radion via DAB ska byggas ut ytterligare. Ett byte från DAB till DAB+ skall vara genomfört 1 december 2014 och inledas med en informationskampanj hösten 2014. I överenskommelsen ingår att DR ska byta DAB-multiplex från ”DAB-block 1” till regionalt nedbrytbara ”DAB-block 2”, vilket gör det möjligt för DR att sända sina regionala P4-kanaler digitalt. Kommersiell radio ska också göra en flytt men omvänt från ”DAB-block 2” till ”DAB-block 1”. Ett eventuellt nytt tredje block skall också utlysas. I överenskommelsen ingår även att FM-tillstånden förlängs till 2019, det år som de danska politikerna angivet som rimligt för en övergång från FM till DAB+.[källa behövs]

## DAB i Norge
NRK i Norge startade DAB-sändningar som första land i världen med kanalen Alltid Klassisk den 1 juni 1995  och sändarnätet för DAB täcker 70 procent av befolkningen. Aktörerna, med NRK och P4 i spetsen, har satsat på DAB efter politisk konsensus om att det var riktigt att bygga ut DAB. NRK har regionsändningar som våren 2006 når 30 procent av landets befolkning. Den nationella multiplexen inrymmer den privata radioaktören P4, public service-företaget NRK och provsändningar från Radio2digital som enbart har tillstånd för att sända digitalt. Det regionala DAB-nätet används för att distribuera kanalen P1 med regionala sändningar från olika områden. I november 2007 hade 191 000 mottagare sålts i Norge. I slutet av år 2004 tillsattes i Norge en arbetsgrupp med representanter från både myndigheter och kommersiella aktörer för att utreda digitalradions framtid. Arbetsgruppen lämnade sin rapport till Kultur- och kyrkodepartementet i december 2005.
Arbetsgruppen ansåg att DAB var den mest flexibla och ekonomiskt fördelaktiga plattformen för digital radio i Norge. För att ge aktörerna nödvändig förutsägbarhet och undgå höga kostnader för dubbeldistribution under lång tid föreslog arbetsgruppen att det analoga FM-nätet ska släckas 2014. Vidare ansåg arbetsgruppen att det endast är DAB-sändningar som kan ge universell och fri tillgänglighet och full mobil täckning. Andra plattformar kommer att komplettera DAB och sammantaget utgöra den digitala distributionen av radio. Under år 2007 ska DAB få en täckning om 80 procent. Enligt beslut i Stortinget skall NRK och de kommersiella nätverken övergå från FM till DAB 2017 eller senast 2019. Mindre radiostationer (lokala kommersiella eller närradio) får fortsätta sända på FM om de väljer detta.

## DAB i Storbritannien
I Storbritannien påbörjade BBC provsändningar med DAB 1995, men först år 2002 började företaget på allvar att satsa resurser på DAB. Det finns två nationella multiplexer i Storbritannien. BBC disponerar den ena multiplexen och Digital One, ett privat programföretag, den andra multiplexen. För närvarande är täckningsgraden för BBC runt 85 procent av befolkningen. År 2006 har de kommersiella DAB-sändningarna en befolkningstäckning om mer än 85 procent av befolkningen. Digital One, den privata operatören, driver världens största digitala radionätverk med över 90 sändare. Utöver de två nationella multiplexerna finns det lokala/regionala multiplexer. Det finns totalt cirka 400 DAB-kanaler i Storbritannien. Mätningar från RAJAR (Radio Joint Audience Research Ltd.) visar att det dagliga radiolyssnandet via DAB nu är större än för alla andra plattformar för digitalradio (DVB, 3G och Internet) sammantaget.

## DAB i Schweiz
Schweiz lanserade DAB digital radio 1999 i samband med att public serviceradion, SRG SSR, gick live med digitala sändningar.
Utbyggnaden av rikstäckande DAB-nät nådde 80 procent av befolkningen i början av 2007. Under 2008 täcktes 90 procent av befolkningen och sändningar av det nya formatet DAB+ påbörjades. Flera regionala DAB-nät har startats för att täcka delar av den tysk- och italiensktalande befolkningen med program på deras egna språk.
2014 finns sammanlagt 10 regionala/lokala multiplexrar utbyggda med ett utbud av sammanlagt 125 olika radiokanaler som omfattar de tyska, franska och italiensktalande områden i landet. Kanalerna är en blandning av public service, kommersiell radio och närradion.
Under våren 2013 skapade radiobranschen tillsammans med tillståndsmyndigheten OFCOM en arbetsgrupp för digitalradioövergången (DigiMig). Förutom OFCOM består gruppen av företrädare för VSP (en sammanslutning av schweiziska privata radiostationer), RRR (en sammanslutning som företräder regionala radiostationer i fransktalande Schweiz), Unikom (en föreningen för icke-kommersiella lokalradiostationer), public service radion SSR SRG och bilindustrin. Den 1 december 2014 (samma datum som Sverige lade fram sin Övergångsplan) överlämnade " DigiMig " arbetsgruppen sin plan för övergången från FM till DAB + till Federala fullmäktigeledamot Doris Leuthard, chef för DETEC .
"DigiMig" planen innehåller en möjlig väg från FM till DAB + med 15 konkreta rekommendationer. Arbetsgruppens uppfattning är att radiostationer i hela Schweiz skall sända först och främst digitalt via DAB+ och att de analoga FM-sändarna ska avvecklas senast 2024.

## DAB i Sydkorea
I december 2005 blev Sydkorea det första landet som startade kommersiella sändningar av både digital radio och mobil TV i samma DAB-nät. För att sända mobil TV används sändningsformatet DMB som ingår i Eureka-147 DAB-standarden. Vid utgången av 2008 hade mer än femton (15) miljoner sydkoreaner köpt en DAB/DMB-mottagare. DAB-näten täcker idag ca 52 procent av befolkningen, i huvudsak i huvudstaden Seoul, men ska innan 2011 utökas till att även omfatta landsbygden och totalt ca 80 procent av befolkningen. Samtliga större programbolag sänder en mix av radiokanaler, TV-kanaler och datatjänster: 
- KBS Public broadcaster 1 video, 3 audio, 1 data
- MBC Commercial Broadcaster 1 video, 3 audio, 1 data
- SBS Commercial Broadcaster 1 video, 3 audio, 3 data
- YTN DAB Commercial Broadcaster 1 video, 2 audio, 1 data
- UI Media Commercial Broadcaster 1 video, 2 audio, 1 data
- KMMB Commercial Broadcaster 2 video, 1 data